# Xenorhina adisca
Xenorhina adisca är en groddjursart som beskrevs av Kraus och Allison 2003. Xenorhina adisca ingår i släktet Xenorhina och familjen Microhylidae. Inga underarter finns listade i Catalogue of Life.
Detta groddjur är endast känt från en liten bergstrakt på västra Nya Guinea. Det hittades där vid 2200 meter över havet. Regionen är täckt av fuktiga bergsskogar med mossa på träden. Xenorhina adisca upptäcktes i lövskiktet. Antagligen kläcks full utvecklade ungar.
Fram till året 2019 var ingen svampsjukdom i regionen registrerad. Populationens storlek är inte känd. IUCN kategoriserar arten globalt som otillräckligt studerad.